# Handelsstandens GF
Handelsstandens Gymnastikforening, förkortat HG, var en dansk idrottsförening från Köpenhamn. Föreningen bildades 28 april 1880 som en gymnastikförening for manligt handels- och kontorsfolk. Senare bildades även damlag och simning samt handboll började bedrivas av föreningen. 1904 bildades simsektionen och 1927 bildades handbollssektionen. 1980, året då föreningen firade 100 år, upplöstes föreningen och de olika sektionerna blev fristående.

## Handboll
HG Håndbold har vunnit DM för damer tolv gånger samt DM för herrar 13 gånger.
1980 slogs handbollssektionen ihop med Gladsaxe Håndboldklub och bildade Gladsaxe HG. Under lagets första säsong spelade de lika många matcher i hallarna Gladsaxe Sportshal och KB-hallen.